# Epirrhoe orientata
Epirrhoe orientata là một loài bướm đêm trong họ Geometridae.